# Chicago Motor Vehicle Company

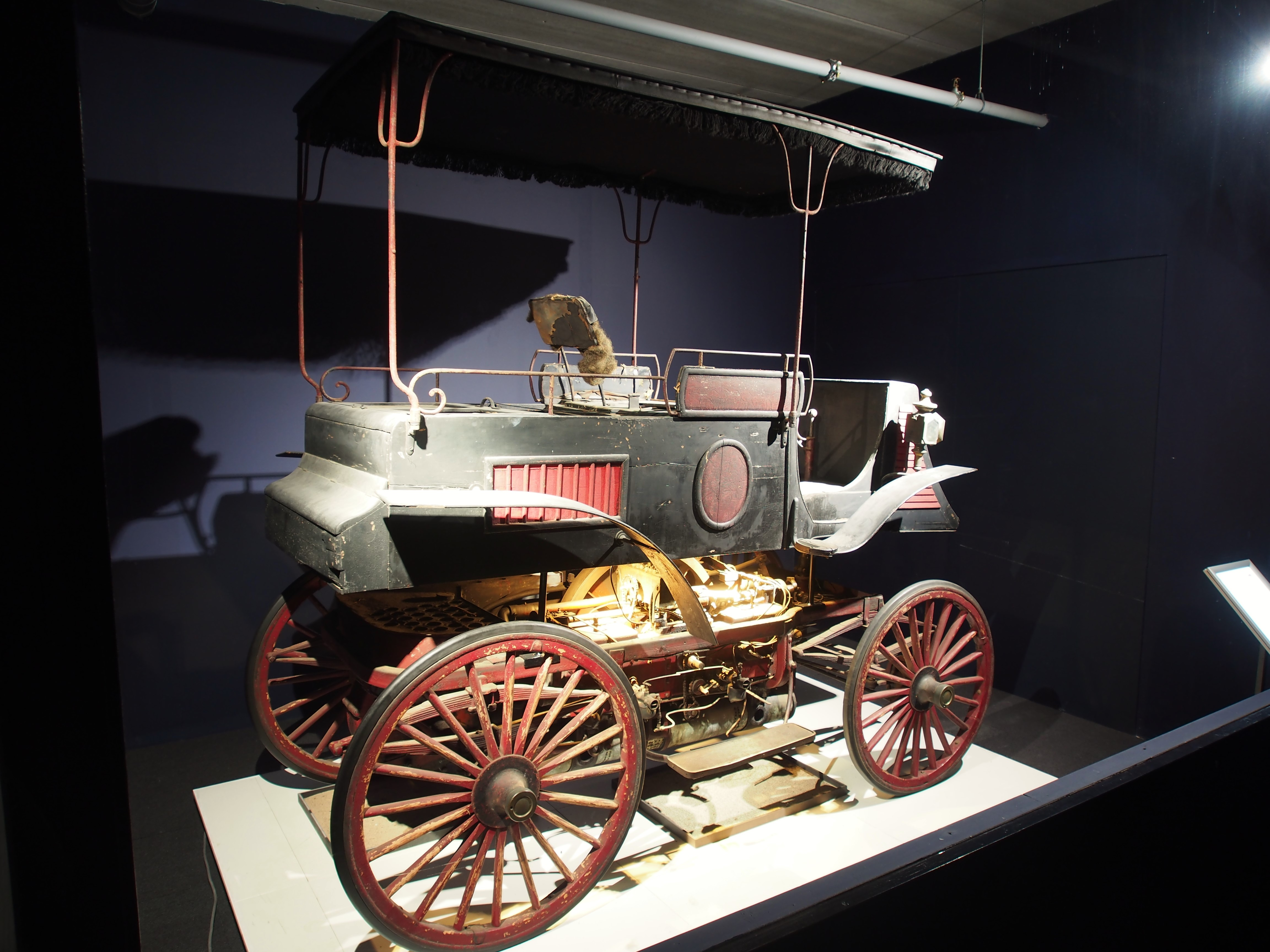
Worth von 1899–1901 im Louwman Museum

Chicago Motor Vehicle Company war ein US-amerikanischer Hersteller von Kraftfahrzeugen.

## Unternehmensgeschichte
Das Unternehmen aus Chicago in Illinois stellte ursprünglich Kutschen her. Das Werk befand sich in Harvey. 1895 begann die Produktion von Automobilen. Der Markenname lautete Chicago. Im gleichen Jahr nahm ein Fahrzeug am Chicago Times-Herald Contest teil. 1899 war W. R. Donaldson Präsident. Außerdem waren William O. Worth und Henry R. Kellogg beteiligt. Donaldson beschloss, anstelle von Personenkraftwagen nun Nutzfahrzeuge herzustellen. 1904 folgte der Bankrott. Der Davenport Morning Star berichtete am 17. Februar 1904 darüber.
Außerdem entstanden 15 Pkw der Marke Worth zwischen 1899 und 1901. Davon sind zwei erhalten geblieben.
Es gab keine Verbindungen zu den anderen Herstellern von Kraftfahrzeugen der Marke Chicago: Chicago Motocycle Company, Chicago Automobile Manufacturing Company und Chicago Electric Motor Car Company.

## Fahrzeuge der Marke Chicago
Die Fahrzeuge hatten Zweizylindermotoren. Die Aufbauten waren offen. Eine Abbildung zeigt einen Viersitzer mit Verdeck.

## Fahrzeuge der Marke Worth
Die Fahrzeuge hatten ebenfalls einen Zweizylindermotor. Eines der erhalten gebliebenen Fahrzeuge hat Kardanantrieb. Das Auktionshaus Bonhams versteigerte das Fahrzeug am 14. August 2009 für 41.718 Euro. Der Wagen ist im Louwman Museum in Den Haag ausgestellt.